# Värdshusets hemlighet
Värdshusets hemlighet är en svensk dramafilm från 1917 i regi av Fritz Magnussen. 

## Om filmen
Filmen premiärvisades 14 maj 1917 på biograf Biorama i Malmö. Den spelades in av Henrik Jaenzon. 

## Rollista (i urval)
- Albin Lavén – Felix Maillon, krogvärd
- Jenny Tschernichin-Larsson – Hans hustru
- Edith Erastoff – Trude Maillon, deras fosterdotter
- Nicolay Johannsen – Mac Maillon, Felix brorson
- Nils Lundberg – Främlingen
- William Larsson – Lorrat, advokat